# Tanaostigmodes tricolor
Tanaostigmodes tricolor är en stekelart som beskrevs av Lasalle 1987. Tanaostigmodes tricolor ingår i släktet Tanaostigmodes och familjen Tanaostigmatidae. Inga underarter finns listade i Catalogue of Life.